# Cece (Hungría)
Cece es un pueblo en el condado de Fejér, Hungría.

## Residentes notables
- János Horváth (1921-2019), economista y político húngaro
- László Kovács (1933-2007), director de fotografía húngaro
- Gábor Varga (1968–), profesor y político húngaro